# (9083) Ramboehm
(9083) Ramboehm est un astéroïde de la ceinture principale.

## Description
(9083) Ramboehm est un astéroïde de la ceinture principale. Il fut découvert le 28 novembre 1994 à l'Observatoire Palomar par Carolyn S. Shoemaker et David H. Levy. Il présente une orbite caractérisée par un demi-grand axe de 2,57 UA, une excentricité de 0,16 et une inclinaison de 14,2° par rapport à l'écliptique.

## Compléments